# Терапевтичний індекс
Терапевтичний індекс (ТІ) — відношення максимальної дози лікарського засобу, яка не проявляє токсичність, до дози, що дає потрібний ефект. Іноді терапевтичний індекс визначають як відношення дози, що в половині випадків проявляє токсичність (TD50 або LD50), до дози, що в половині випадків дає терапевтичний ефект (ED50). Діапазон між ефективною та токсичною дозами — область найкращої терапевтичної дії — називають терапевтичним вікном чи вікном безпеки.[джерело?]
Класично, як усталений клінічний показник для допущених до використання лікарських препаратів, ТІ — це співвідношення дози ліків, що викликає побічні ефекти при ступені захворювання/тяжкості захворювання не пов'язаного з цільовим показанням (наприклад, токсична доза в 50 % випадків, TD50) до дози, при якій ліки проявляють бажаний фармакологічний ефект (наприклад, дієва доза в 50 % випадків, ED50). При розробці ліків ТІ розраховується ґрунтуючись на рівні вмісту ліків в плазмі крові.
При зародженні фармацевтичної токсикології як науки ТІ часто визначали на тваринах як летальну дозу препарату для 50 % особин (LD50) розділену на мінімальну ефективну дозу для 50 % особин (ED50). Сьогодні використовуються більш точні значення для розрахунку ТІ.
{\displaystyle {\mbox{Терапевтичний індекс}}={\frac {\mathrm {LD} _{50}}{\mathrm {ED} _{50}}}} при вивченні препаратів на тваринах, або для людини: {\displaystyle {\mbox{Терапевтичний індекс}}={\frac {\mathrm {TD} _{50}}{\mathrm {ED} _{50}}}}
Для багатьох препаратів існують серйозна токсичність, які спостерігаються в сублетальних дозах у людей. Ці токсичності часто обмежують максимальну дозу ліків. Вище значення терапевтичного індексу є кращим за низьке: пацієнту доведеться прийняти набагато більшу дозу такого препарату, щоб досягти порога токсичності, ніж доза, яку приймають для досягнення терапевтичного ефекту.
Як правило, доза ліків або іншого терапевтичного агента з вузьким терапевтичним діапазоном (тобто, має маленьку різницю між токсичною і терапевтичною дозами) може бути скоригована відповідно до вимірювань фактичного рівня в крові у людини, яка його прийняла. Цього можна досягти за допомогою протоколів терапевтичного лікарського моніторингу (ТЛМ). ТЛМ рекомендується використовувати при лікуванні психічних розладів літієм внаслідок його вузького ТІ.
| Параметр | Значення                    |
| -------- | --------------------------- |
| ЕД (ED)  | Ефективна доза              |
| ТД (TD)  | Токсична доза               |
| ЛД (LD)  | Летальна доза               |
| ТІ (TI)  | Терапевтичний індекс        |
| ТС (TR)  | Терапевтичне співвідношення |

## Терапевтичний індекс у розроблянні ліків
Високий ТІ має вагу для ліків, так як це говорить про їх високу безпеку. На ранніх стадіях відкриття або розробки клінічний ТІ майбутніх ліків не відомий. Однак виявлення попереднього ТІ як можна раніше — найважливіше завдання, так як ТІ — це важливий показник можливості успішної розробки лікарського препарату. Виявлення лікарських речовин з потенційно наближеним до оптимального ТІ на якомога більш ранніх стадіях дозволяє почати пом'якшення або потенційно перебазувати ресурси.
В умовах розробки лікарських засобів ТІ є кількісним відношенням між ефективністю (фармакологією) і безпекою (токсикологією) без урахування природи самих фармакології та токсикології препарату.

## Індекс захисту
Індекс захисту — схоже поняття, за винятком того, що воно використовує TD50 (середня токсична доза) замість LD50. Для багатьох речовин, токсичні ефекти можуть виявлятися на рівні багато нижче тих, що призводять до смерті. Таким чином, індекс захисту (якщо токсичність вказана правильно) часто є більш інформативним параметром відносної безпеки речовини. Тим не менш, терапевтичний індекс як і раніше корисний, оскільки він може розглядатися як верхня межа для індексу захисту. Перевагою ТІ також є його об'єктивність і легше розуміння.

## Терапевтичне вікно
«Терапевтичне вікно» (або «фармацевтичне вікно») ліків — це діапазон дозувань ліків, які можуть вилікувати хворобу ефективно без прояву токсичних ефектів. Ліки з маленьким терапевтичним вікном мають призначатися з обережністю і під контролем, часто вимірюючи концентрацію ліків у крові, щоб запобігти його згубному впливу на організм. До ліків з вузьким терапевтичним вікном належать, наприклад дигоксин, літій і варфарин.

## Оптимальна біологічна доза
Оптимальна біологічна доза (англ. Optimal biological dose, OBD) — розпливчасте поняття, яке відноситься до кількості препарату, що найбільш ефективно справить бажаний [терапевтичний] ефект, залишаючись в цей же час у діапазоні прийнятної токсичності.